# برآفتاب بي (مقاطعة تشرداول)
برآفتاب بي (بالفارسية: برآفتاب بی) هي قرية تقع في قسم بيجنوند الريفي (مقاطعة تشرداول) في إيران. يقدر عدد سكانها بـ 478 نسمة بحسب إحصاء 2016.